# Labico
Labico es una comuna de 5.615 habitantes de la provincia de Roma.

## Historia
Primeramente el pueblo era conocido como Lugnano hasta el año 1872 en que comenzó a ser llamado Labicano, y luego volvió a cambiar nombre en 1880 a su nombre actual Labico. El antiguo nombre de "Lugnano" deriva de "Fundus Longianus", por el dueño de las tierras llamado  "Longo". El nuevo nombre recuerda la antigua Labicum.

### Antigüedad
Aunque la localización de "Labicum" no es exacta, se cree que en el territorio de Labico se encuentra la antigua Bola, la ciudad latina conquistada sucesivamente por los Ecuos y en lucha con Roma desde el siglo V a. C.

## Evolución demográfica
| Gráfica de evolución demográfica de Labico entre 1861 y 2001 |
|                                                              |
| Fuente ISTAT - elaboración gráfica de Wikipedia              |

## Feste
- Euronuts, la fiesta de la avellana, en septiembre.

- Clasificación climática: zona D, 1791 GR/G